# Dissomphalus declinatus
Dissomphalus declinatus (лат.) — род ос-бетилид из подсемейства Pristocerinae (Chrysidoidea, Hymenoptera).

## Этимология
Видовой эпитет declinatus происходит из латыни и обозначает наклонённую вершину дорсального тела эдеагуса.

## Распространение
Неотропика: Панама, Эквадор.

## Описание
Мелкие осы-бетилиды, длина около 3 мм. Окраска: голова и мезосома чёрные; наличник тёмно-каштановый; метасома рыжевато-каштановая; антенна светло-каштановая и постепенно темнеет в дистальной части; мандибулы, пальпы и ноги светло-каштановые, кроме задних тазиков и задних бёдер, которые темнее; крылья субгиалиновые. Эдеагус с вентральным рамусом, апикальная половина которого сужается к вершине и сходится к середине, вершина загнута; дорсальное тело с вершиной широкой и сильно наклонённой вентрально, внешний край выпуклый, внутренний край прямой и наклонный; коронный отросток маленький.

## Таксономия
Вид был впервые описан в 2006 году, а его валидный статус подтверждён в ходе ревизии, проведённой в 2017 году бразильскими энтомологами Ш. Д. Брито и Селсо Оливейра Азеведу (Федеральный университет Эспириту-Санту, Departamento de Ciências Biológicas, Витория, Бразилия) по типовым материалам из Панамы. Включён в состав видовой группы Dissomphalus coronatus.